# Callobius amamiensis
Espèce
Callobius amamiensis est une espèce d'araignées aranéomorphes de la famille des Amaurobiidae.

## Distribution
Cette espèce est endémique des îles Amami dans l'archipel Nansei au Japon,. Elle se rencontre sur Amami Ō-shima et Kakeroma-jima.

## Description
Le mâle holotype mesure 4,9 mm et la femelle paratype 5,6 mm.

## Étymologie
Son nom d'espèce, composé de amami et du suffixe latin -ensis, « qui vit dans, qui habite », lui a été donné en référence au lieu de sa découverte, Amami Ō-shima.

## Publication originale
- Okumura, Honki & Ohba, 2018 : A new species of Callobius Chamberlin, 1947 (Araneae: Amaurobiidae) from Amami-Ōshima Island, Japan. Arachnology, vol. 17, no 9, p. 466-468.